# شركة الحديد الوطنية
شركة الحديد الوطنية (بالبرتغالية: Companhia Siderúrgica Nacional‏) هي أكبر منتج متكامل للصلب في البرازيل وواحدة من أكبر الشركات في أمريكا اللاتينية من حيث إنتاج الصلب الخام. يقع مصنعها الرئيسي في مدينة فولتا ريدوندا بولاية ريو دي جانيرو. رئيسها التنفيذي الحالي هو بنيامين شتاينبروخ.
شكلت شركة الحديد الوطنية ما يقرب من 49 ٪ من منتجات الصلب المجلفن المباعة في البرازيل. في عام 2004، شكلت ما يقرب من 98 ٪ من منتجات مطاحن القصدير المباعة في البرازيل. هي واحدة من المنتجين الرائدين في العالم لمنتجات مطاحن القصدير. تمتلك الشركة أيضًا مصدرها الخاص من خام الحديد. [بحاجة لمصدر]